# Heads Up
Heads Up — третій студійний альбом американського інді-рок гурту Warpaint, випущений 23 вересня 2016 року на лейблі Rough Trade Records. Альбом спродюсований Warpaint і Джейком Берковічі, який раніше працював з гуртом над їхнім дебютним міні-альбомом Exquisite Corpse (2008). Альбому передував сингл «New Song».

## Список композицій
Автор музики і слів Warpaint. 
| #     | Назва           | Тривалість |
| ----- | --------------- | ---------- |
| 1.    | «Whiteout»      | 4:42       |
| 2.    | «By Your Side»  | 4:32       |
| 3.    | «New Song»      | 4:16       |
| 4.    | «The Stall»     | 4:55       |
| 5.    | «So Good»       | 5:59       |
| 6.    | «Don't Wanna»   | 3:42       |
| 7.    | «Don't Let Go»  | 4:21       |
| 8.    | «Dre»           | 3:58       |
| 9.    | «Heads Up»      | 4:57       |
| 10.   | «Above Control» | 5:05       |
| 11.   | «Today Dear»    | 4:49       |
| 51:16 |                 |            |

## Персоналії
Warpaint
- Емілі Кокал
- Дженні Лі Ліндберг
- Стелла Мозгава
- Тереза Вейман

Сесійні музиканти
- Джейк Берковічі – синтезатор, програмування

Студійний персонал
- Джейк Берковічі – продюсування, звукоінженер, зведення
- Warpaint – продюсування
- Іван Веймен – звукоінженер
- Шон Еверетт – зведення
- Стівен Маркуссен – мастерінг

Дизайн
- Х. Хоклайн – дизайн, обкладинка
- Кен Лайф – дизайн, обкладинка
- Мія Кірбі – фотограф